# Storsjön (Össeby-Garns socken, Uppland, 660822-164801)
Storsjön är en sjö i Vallentuna kommun och Österåkers kommun i Uppland och ingår i Norrtäljeån-Åkerströms kustområde. Sjön är 14,9 meter djup, har en yta på 0,947 kvadratkilometer och befinner sig 37,1 meter över havet. Därmed är den stor i förhållande till den närbelägna Lillsjön.
I Tärnanområdet finns ytterligare ett sjöpar med namnen Storsjön och Lillsjön. De två sjöarna ligger enbart i Vallentuna kommun. I samma område finns det dessutom en annan Storsjön. Den sjön är belägen vid gränsen mellan Vallentuna kommun och Norrtälje kommun.

## Delavrinningsområde
Storsjön ingår i det delavrinningsområde (660918-165187) som SMHI kallar för Mynnar i Viren. Medelhöjden är 46 meter över havet och ytan är 24,47 kvadratkilometer. Det finns inga avrinningsområden uppströms utan avrinningsområdet är högsta punkten. Söderedeån som avvattnar avrinningsområdet har biflödesordning 2, vilket innebär att vattnet flödar genom totalt 2 vattendrag innan det når havet efter 5,8 kilometer. Avrinningsområdet består mestadels av skog (74 procent). Avrinningsområdet har 2,75 kvadratkilometer vattenytor vilket ger det en sjöprocent på 11,2 procent.